# Brit Awards de 2014
O Brit Awards de 2014, oferecido pela British Phonographic Industry (BPI), foi realizado em 19 de fevereiro na The O2 Arena, em Londres,  Inglaterra, e foi apresentado por James Corden pelo quarto ano consecutivo.
Liderando as indicações foi Ellie Goulding com cinco indicações. Arctic Monkeys e One Direction ganharam mais prêmios, ganhando dois prêmios cada. Pela primeira vez, uma transmissão ao vivo nos bastidores foi transmitida pela internet, via YouTube. Foi apresentado pelos vloggers da internet Dan Howell e Phil Lester, com convidados incluindo One Direction e Ellie Goulding. David Bowie, de 67 anos, tornou-se o mais velho vencedor do prêmio Artista Solo Masculino Britânico.
Uma nova estátua de design de acabamento preto brilhante projetado pelo designer de moda Philip Treacy foi apresentado pela primeira vez.

## Design da estatueta

Estatueta projetada por Philip Treacy

A estatueta do BRIT Awards de 2014 foi projetada pelo chapeleiro irlandês Philip Treacy. Tomando a forma da Britânia (a personificação nacional da Grã-Bretanha), o troféu foi redesenhado por vários artistas desde a renovação do BRIT Awards em 2011. Treacy afirmou que a música sempre foi sua inspiração, com o troféu de 2014 sendo inspirado em "um gênero de música exclusivamente britânico, o Punk." A estatueta tem um acabamento preto brilhante, com um chapéu preto e branco circular que representa um moicano, que fica no topo do capacete no ápice do troféu.

## Apresentações
Os indicados foram anunciados em 9 de janeiro de 2014, no programa The Brits Are Coming, apresentado por Nick Grimshaw direto dos estúdios da ITV.
Algumas apresentações selecionadas foram disponibilizadas para compra no iTunes após a cerimônia, e "Pompeii/Waiting All Night" de Bastille, Rudimental e Ella Eyre, estrearam no número 21 do UK Singles Chart, enquanto "White Noise/Royals" de Lorde e Disclosure estreou no número 72.
| Apresentações do The BRITs Are Coming | Apresentações do The BRITs Are Coming                             | Apresentações do The BRITs Are Coming |
| Artista(s)                            | Canção(ões)                                                       | Apresentado(s) por                    |
| ------------------------------------- | ----------------------------------------------------------------- | ------------------------------------- |
| Tinie Tempah                          | "Children of the Sun" "Lover Not a Fighter"                       | Nick Grimshaw                         |
| Pixie Lott                            | "Nasty"                                                           | Nick Grimshaw                         |
| Sam Smith                             | "Money on My Mind"                                                | Nick Grimshaw                         |
| Rudimental                            | "Not Giving In"                                                   | Nick Grimshaw                         |
| Apresentações do Brit Awards de 2014  |                                                                   |                                       |
| Artista(s)                            | Canção(ões)                                                       | Apresentado(s) por                    |
| Arctic Monkeys                        | "R U Mine?"                                                       | —                                     |
| Katy Perry                            | "Dark Horse"                                                      | James Corden                          |
| Bruno Mars                            | "Treasure"                                                        | James Corden                          |
| Beyoncé                               | "XO"                                                              | James Corden                          |
| Disclosure Lorde Aluna Francis        | Royals" (Disclosure e Lorde) "White Noise" (Disclosure e Francis) | James Corden                          |
| Ellie Goulding                        | "I Need Your Love" "Burn"                                         | James Corden                          |
| Bastille Rudimental Ella Eyre         | "Pompeii" "Waiting All Night"                                     | James Corden                          |
| Pharrell Williams Nile Rodgers        | "Get Lucky" "Good Times" Happy"                                   | James Corden                          |

## Vencedores e indicados
| Álbum Britânico do Ano (apresentado por Emeli Sandé) | Produtor Britânico do Ano |
| --- | --- |
| - Arctic Monkeys – AM - David Bowie – The Next Day - Bastille – Bad Blood - Disclosure – Settle - Rudimental – Home | - Flood e Alan Moulder - Ethan Johns - Paul Epworth |
| Single Britânico (apresentado por Katy Perry) | Vídeo Britânico do Ano (apresentado por Jimmy Carr) |
| - Rudimental com part.de Ella Eyre – "Waiting All Night" - Calvin Harris com part.de Ellie Goulding – "I Need Your Love" - Disclosure com part.de AlunaGeorge – "White Noise" - Bastille – "Pompeii" - Naughty Boy com part.de Sam Smith – "La La La" - Olly Murs – "Dear Darlin'" - Passenger – "Let Her Go" - John Newman – "Love Me Again" - Ellie Goulding – "Burn" - One Direction – "One Way or Another (Teenage Kicks)" | - One Direction – "Best Song Ever" - John Newman – "Love Me Again" - Ellie Goulding – "Burn" - Naughty Boy com part.de Sam Smith – "La La La" - Calvin Harris com part.de Ellie Goulding – "I Need Your Love" |
| Cantor Britânico (apresentado por Noel Gallagher) | Cantora Britânica (apresentado por 3rdeyegirl e Prince) |
| - David Bowie - Jake Bugg - Tom Odell - James Blake - John Newman | - Ellie Goulding - Laura Mvula - Laura Marling - Birdy - Jessie J |
| Grupo Britânico (apresentando por Lily Allen) | Revelação Britânica (apresentado por Tinie Tempah e Fearne Cotton) |
| - Arctic Monkeys - Bastille - Disclosure - Rudimental - One Direction | - Bastille - Tom Odell - London Grammar - Laura Mvula - Disclosure |
| Cantor Internacional (apresentado por Kylie Minogue e Pharrell Williams) | Cantora Internacional (apresentado por Nick Grimshaw) |
| - Bruno Mars - Eminem - Drake - John Grant - Justin Timberlake | - Lorde - Katy Perry - Janelle Monáe - P!nk - Lady Gaga |
| Grupo Internacional (apresentado por Cesc Fàbregas e Nicole Scherzinger) | Escolha da Crítica |
| - Daft Punk - Haim - Kings of Leon - Arcade Fire - Macklemore & Ryan Lewis | - Sam Smith - Ella Eyre - Chlöe Howl |
| Prêmio Sucesso Global (apresentado por Rosie Huntington-Whiteley) | Prêmio Ícone (apresentado por Rod Stewart) |
| One Direction | Elton John |

Notas
1. ↑  Kate Moss aceitou o prêmio em nome de David Bowie.
2. ↑  Nile Rodgers aceitou o prêmio em nome do grupo.

## ÁlbumBrit Awards 2014
Brit Awards 2014 é uma compilação e box set que inclui as "62 maiores faixas do ano passado". O box set possui três discos com um total de sessenta e duas músicas de vários artistas.

### Lista de músicas
O conjunto possui três discos; o primeiro disco inclui vinte e uma músicas, o segundo disco inclui vinte músicas e o terceiro disco inclui vinte e uma músicas. Sam Smith, Ellie Goulding e Calvin Harris são os únicos artistas a terem mais de uma música no álbum.
| Brit Awards 2014 – disco 1 |                                         |                                       |         |  |
| N.º                        | Título                                  | Artista(s)                            | Duração |  |
| 1.                         | "Waiting All Night"                     | Rudimental com Ella Eyre              | 3:34    |  |
| 2.                         | "Roar"                                  | Katy Perry                            | 3:43    |  |
| 3.                         | "Berzerk"                               | Eminem                                | 3:59    |  |
| 4.                         | "Pompeii"                               | Bastille                              | 3:34    |  |
| 5.                         | "Let Her Go"                            | Passenger                             | 4:11    |  |
| 6.                         | "Burn"                                  | Ellie Goulding                        | 3:52    |  |
| 7.                         | "La La La"                              | Naughty Boy com Sam Smith             | 3:40    |  |
| 8.                         | "Thrift Shop"                           | Macklemore & Ryan Lewis com Wanz      | 3:58    |  |
| 9.                         | "Counting Stars"                        | OneRepublic                           | 4:17    |  |
| 10.                        | "Go Gentle"                             | Robbie Williams                       | 3:40    |  |
| 11.                        | "Wake Me Up"                            | Avicii com Aloe Blacc                 | 4:09    |  |
| 12.                        | "Applause"                              | Lady Gaga                             | 3:32    |  |
| 13.                        | "Wild"                                  | Jessie J com Big Sean & Dizzee Rascal | 3:54    |  |
| 14.                        | "Just Give Me a Reason"                 | P!nk com Nate Ruess                   | 4:03    |  |
| 15.                        | "Hold On, We're Going Home"             | Drake com Majid Jordan                | 3:48    |  |
| 16.                        | "Animals"                               | Martin Garrix                         | 2:46    |  |
| 17.                        | "Feel This Moment"                      | Pitbull com Christina Aguilera        | 3:19    |  |
| 18.                        | "I Need Your Love"                      | Calvin Harris com Ellie Goulding      | 3:45    |  |
| 19.                        | "You're Nobody 'til Somebody Loves You" | James Arthur                          | 3:21    |  |
| 20.                        | "Grow Old with Me"                      | Tom Odell                             | 3:05    |  |
| 21.                        | "Best Song Ever"                        | One Direction                         | 3:24    |  |

| Brit Awards 2014 – disco 2 |                       |                                        |         |  |
| N.º                        | Título                | Artista(s)                             | Duração |  |
| 1.                         | "Do I Wanna Know?"    | Arctic Monkeys                         | 4:34    |  |
| 2.                         | "White Noise"         | Disclosure com AlunaGeorge             | 3:38    |  |
| 3.                         | "Love Me Again"       | John Newman                            | 3:36    |  |
| 4.                         | "Strong"              | London Grammar                         | 3:59    |  |
| 5.                         | "Where Are We Now?"   | David Bowie                            | 4:10    |  |
| 6.                         | "Reflektor"           | Arcade Fire                            | 5:01    |  |
| 7.                         | "Retrograde"          | James Blake                            | 3:44    |  |
| 8.                         | "The Wire"            | Haim                                   | 4:06    |  |
| 9.                         | "Chocolate"           | The 1975                               | 3:46    |  |
| 10.                        | "Lost & Not Found"    | Chase & Status com Louis M^ttrs        | 3:58    |  |
| 11.                        | "Lightning Bolt"      | Jake Bugg                              |         |  |
| 12.                        | "Wings"               | Birdy                                  | 3:49    |  |
| 13.                        | "Indian Summer"       | Stereophonics                          |         |  |
| 14.                        | "Black Chandelier"    | Biffy Clyro                            | 3:45    |  |
| 15.                        | "High Hopes"          | Kodaline                               | 3:50    |  |
| 16.                        | "Bonfire Heart"       | James Blunt                            | 3:58    |  |
| 17.                        | "Antenna"             | Fuse ODG                               | 3:04    |  |
| 18.                        | "Booyah"              | Showtek com We Are Loud & Sonny Wilson | 3:37    |  |
| 19.                        | "Get Up (Rattle)"     | Bingo Players com Far East Movement    | 2:46    |  |
| 20.                        | "Children Of The Sun" | Tinie Tempah com John Martin           | 3:53    |  |

| Brit Awards 2014 – disco 3 |                                |                                                         |         |  |
| N.º                        | Título                         | Artista(s)                                              | Duração |  |
| 1.                         | "Get Lucky"                    | Daft Punk com Pharrell Williams & Nile Rodgers          | 4:09    |  |
| 2.                         | "Treasure"                     | Bruno Mars                                              | 2:57    |  |
| 3.                         | "Royals"                       | Lorde                                                   | 3:10    |  |
| 4.                         | "Blurred Lines"                | Robin Thicke com Pharrell Williams                      | 3:51    |  |
| 5.                         | "We Can't Stop"                | Miley Cyrus                                             | 3:51    |  |
| 6.                         | "Talk Dirty"                   | Jason Derulo com 2 Chainz                               | 2:57    |  |
| 7.                         | "Scream & Shout"               | will.i.am com Britney Spears                            | 4:14    |  |
| 8.                         | "Dear Darlin'"                 | Olly Murs                                               | 3:26    |  |
| 9.                         | "What About Us"                | The Saturdays com Sean Paul                             | 3:42    |  |
| 10.                        | "Dance Apocalyptic"            | Janelle Monáe                                           | 3:26    |  |
| 11.                        | "Look Right Through"           | Storm Queen                                             | 2:28    |  |
| 12.                        | "Summertime Sadness"           | Lana Del Rey vs Cédric Gervais                          | 3:36    |  |
| 13.                        | "I Love It"                    | Icona Pop com Charli XCX                                | 2:35    |  |
| 14.                        | "Hey Porsche"                  | Nelly                                                   | 3:29    |  |
| 15.                        | "Eat, Sleep, Rave, Repeat"     | Fatboy Slim & Riva Starr com Beardyman vs Calvin Harris | 4:43    |  |
| 16.                        | "Need U (100%)"                | Duke Dumont com A*M*E                                   | 2:55    |  |
| 17.                        | "Sonnentanz (Sun Don't Shine)" | Klangkarussell com Will Heard                           | 3:59    |  |
| 18.                        | "So Good to Me"                | Chris Malinchak                                         | 2:40    |  |
| 19.                        | "Green Garden"                 | Laura Mvula                                             | 4:10    |  |
| 20.                        | "Lay Me Down"                  | Sam Smith                                               | 3:22    |  |
| 21.                        | "Somewhere Only We Know"       | Lily Allen                                              | 3:30    |  |

### Gráficos semanais
| Tabela musical (2014)               | Posição no pico |
| ----------------------------------- | --------------- |
| Irlanda (Irish Compilation Albums)  | 4               |
| Reino Unido (UK Compilation Albums) | 1               |